# Ревовка (Полтавская область)
Ревовка (укр. Ревівка) — село в Бондаревском сельском совете, Кременчугский район, Полтавская область, Украина.
Код КОАТУУ — 5322480707. Население по переписи 2001 года составляло 151 человек.

## Географическое положение
Село Ревовка находится на правом берегу реки Рудька, выше по течению на расстоянии в 1 км расположено село Новая Галещина, ниже по течению примыкает село Василенки.

## История
- Есть на карте 1869 года[2].

- В 1911 году на хуторе Ревовка біла церковно-приходская школа и жило 691 человек[3].